# Escallonioideae
Escallonioideae, potporodica eskalonijevki, dio reda  Escalloniales. Sastoji se od 3 roda, a tipični je Escallonia iz Južne Amerike
Opisana je u Outlines Bot.: 734, 1132. Feb 1835

## Rodovi
1. Subfamilia Escallonioideae  Burnett.
  1. Escallonia Mutis ex L.f.
  2. Forgesia Comm. ex Juss.
  3. Valdivia Gay ex J.Rémy